# Podolí (Jankov)
Podolí je vesnice v okrese Benešov, součást obce Jankov. Nachází se 4 km na jih od Jankova. Je zde evidováno 12 adres.
Podolí leží v katastrálním území Odlochovice.

## Historie
První písemná zmínka o vesnici pochází z roku 1390.

## Další fotografie

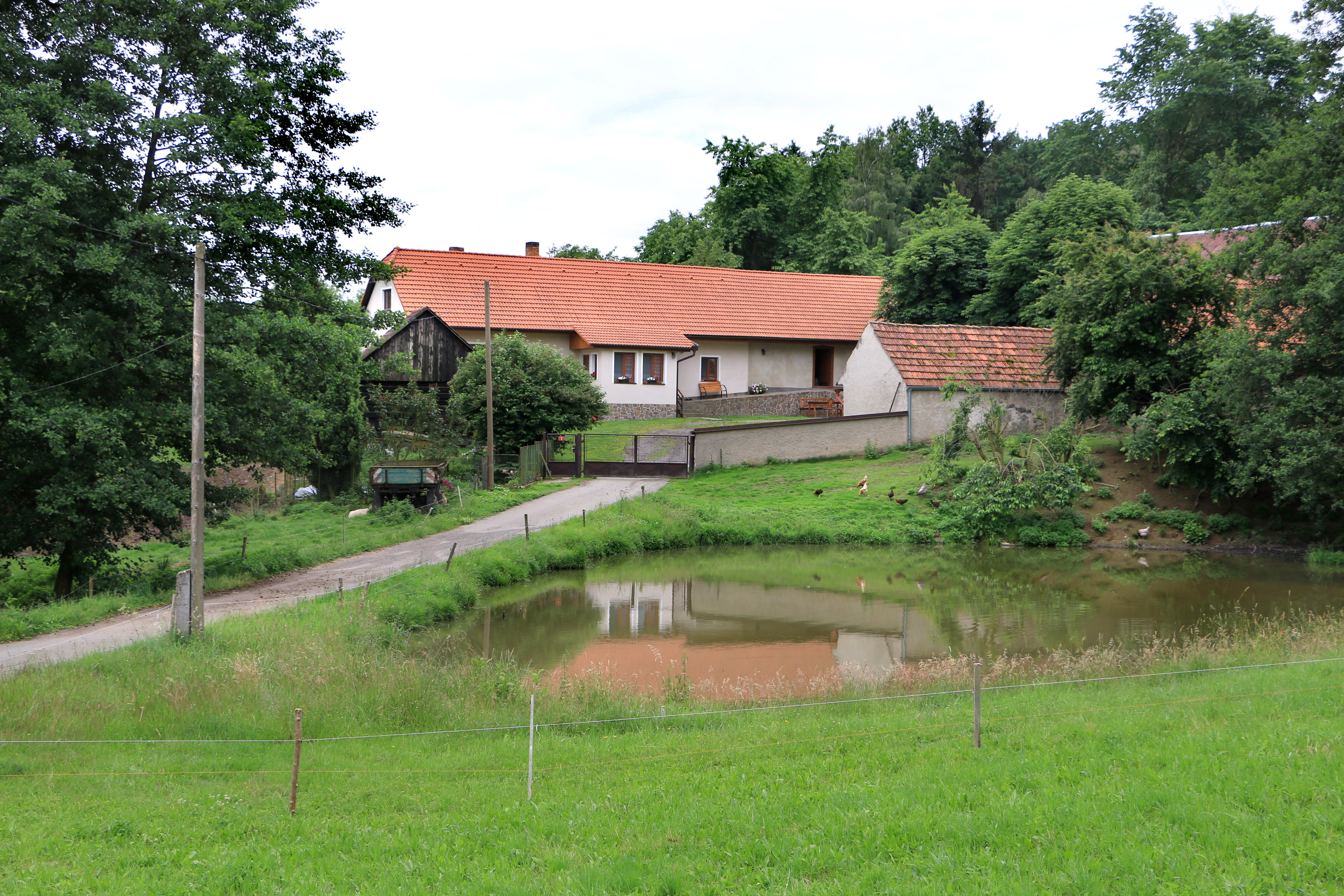
Malý rybník
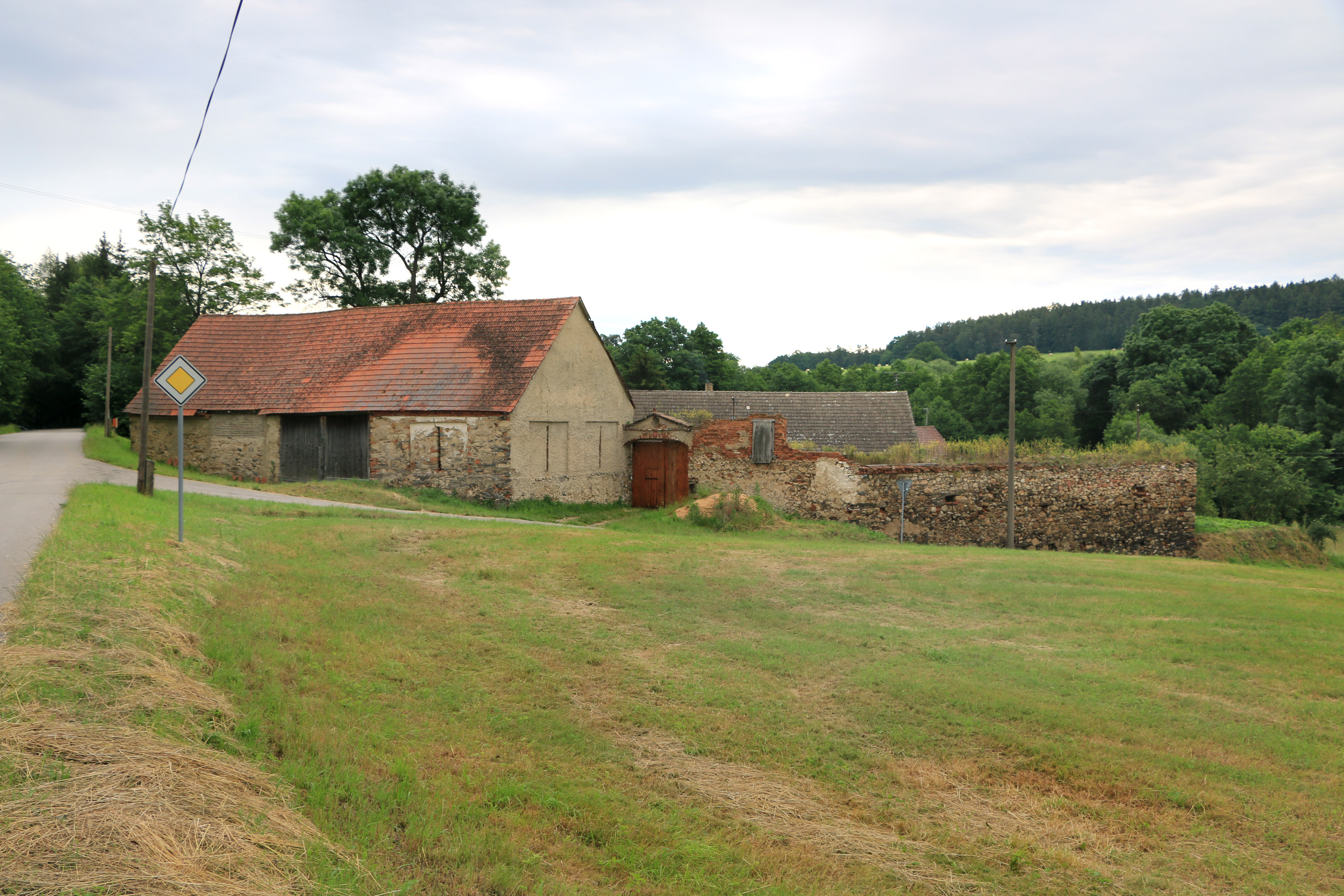
Bývalý statek čp. 2
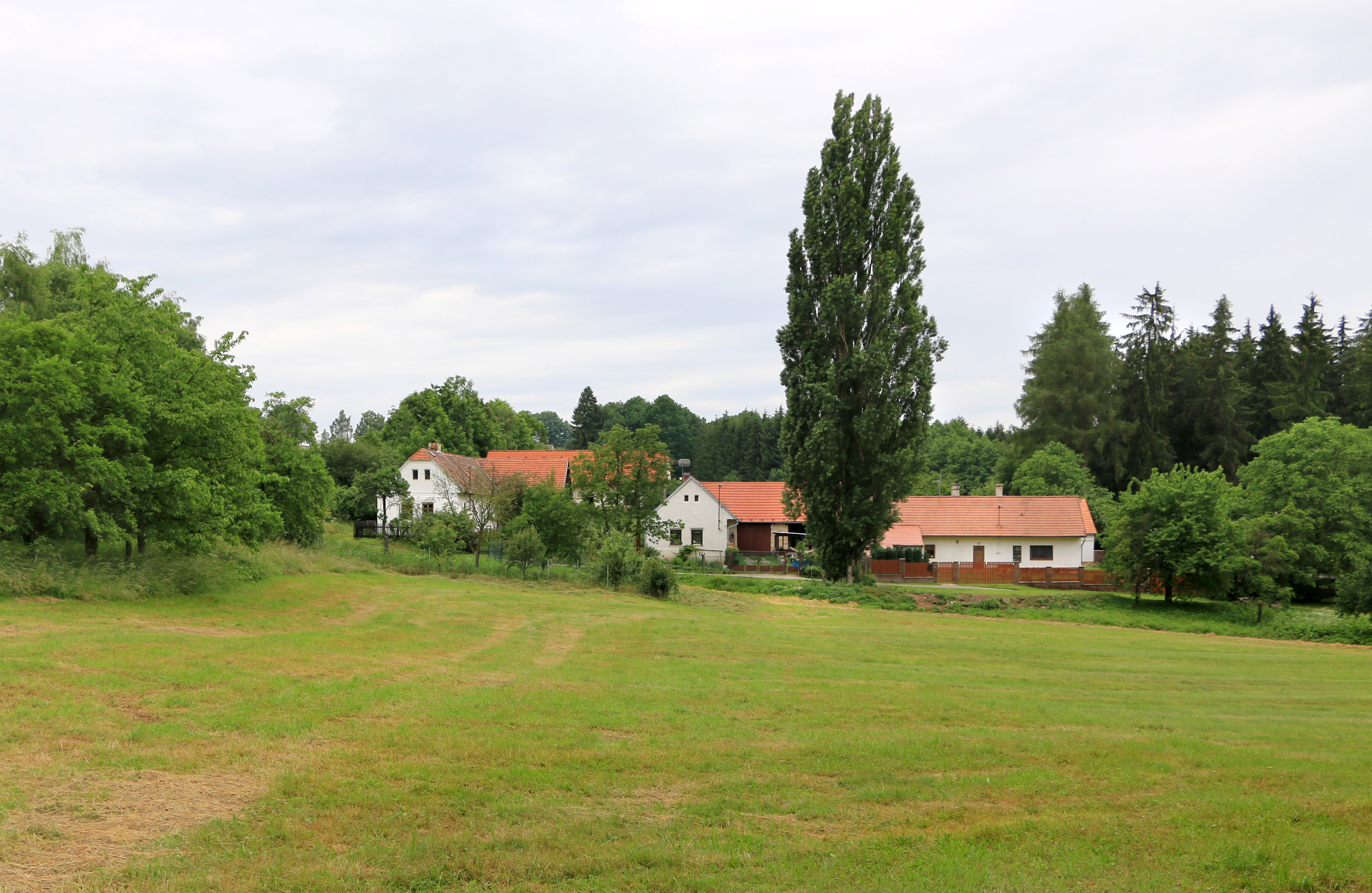
Osada Mouřeníny